# Loireauxence
Loireauxence ist eine französische Gemeinde mit 7509 Einwohnern (Stand: 1. Januar 2022) im Département Loire-Atlantique in der Region Pays de la Loire. Sie gehört zum Arrondissement Châteaubriant-Ancenis und zum Kanton Ancenis-Saint-Géréon. Loireauxence wurde als Commune nouvelle am 1. Januar 2016 aus den Gemeinden Varades, Belligné, La Chapelle-Saint-Sauveur und La Rouxière gebildet.

## Geographie
Loireauxence liegt zwischen den Städten Nantes und Angers. Die Loire begrenzt die Gemeinde im Süden. Umgeben wird Loireauxence von den Nachbargemeinden Vallons-de-l’Erdre im Norden und Nordwesten, Val d’Erdre-Auxence im Norden und Nordosten, Ingrandes-le-Fresne-sur-Loire im Osten und Südosten, Montrelais und Saint-Laurent-du-Mottay im Südosten, Mauges-sur-Loire im Süden und Südwesten, Vair-sur-Loire im Südwesten sowie La Roche-Blanche im Westen.
Durch die Gemeinde führt die Autoroute A11 und die Bahnstrecke Tours–Saint-Nazaire.

## Gliederung
| Ortsteil                  | ehemaliger INSEE-Code | Fläche (km²) | Einwohnerzahl (2022) |
| ------------------------- | --------------------- | ------------ | -------------------- |
| Belligné                  | 44011                 | 32,80        | 1.803                |
| La Chapelle-Saint-Sauveur | 44034                 | 18,70        | .0819                |
| La Rouxière               | 44147                 | 20,96        | 1.166                |
| Varades (Verwaltungssitz) | 44213                 | 45,82        | 3.721                |